# クーゲルフィッシャー
クーゲルフィッシャー噴射（ドイツ語: Kugelfischer-Einspritzung）は、機械式燃料噴射（MFI）ポンプの名称である。クーゲルフィッシャー・システム（ドイツ語: System Kugelfischer）とも呼ばれる。FAGクーゲルフィッシャー社と後にはロバート・ボッシュ社によって生産された。
1960年代初頭のディーゼルポンプに由来するクーゲルフィッシャー・システムは高性能車向けの機械式噴射ポンプであった。エンジン回転数、スロットル位置、温度、時には気圧を入力として使うメーカーがカスタマイズ可能な燃焼送達マップを持つ最初に装置の1つであった。これは電子的にではなく、機械的に達成されており、マップを読み取るために円錐台（不規則な形状のカム）を使用した 。

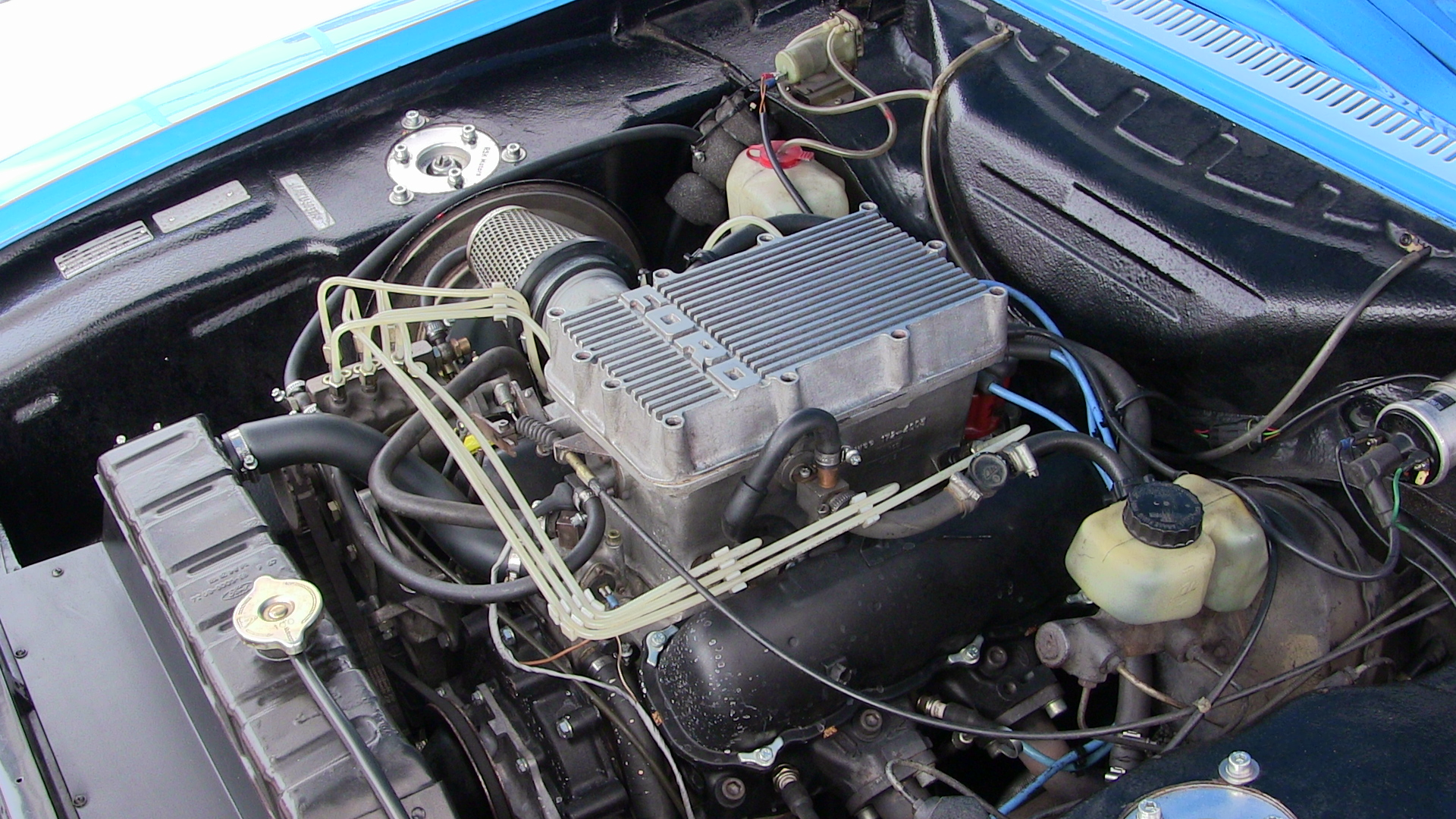
フォード・カプリRS2600のエンジン。上部ラジエーターホースの隣りにクーゲルフィッシャー噴射ポンプが見える。

1960年代末と1970年代初頭、BMW、イギリス・フォード、ランチア、プジョーの様々な量産車に取り付けられた 。おそらく、1970年から1975年までのBMW・2000tii/2002tii（後には2002ターボ）、1964-1976ポルシェ・911/911S/カレラRS/RSR/カレラMFI、BMW・M1で使われたことで最も良く知られている。しかしながら高い製造経費のため、より安価なエンジン電子制御システム（および連続噴射機械システム）の導入によって1970年代の終わりまでには経済的に望ましくないものになった。しかしながら、クーゲルフィッシャー・システムは1980年代にも1982ポルシェ・911 SC/RSなどで専用レースエンジン向けの特殊噴射ポンプとして使われ続けた。